# Koloidní stříbro
Koloidní stříbro vzniká disperzí nanočástic stříbra v destilované vodě. Stříbro je v podobě nanočástic rozloženo v pevně stanovené koncentraci roztoku. Velikost částic se pohybuje od 1 do 10 nanometrů. Viry mají velikost od 15 do 150 nm.
Koloidní stříbro není v ČR státními úřady schváleným léčivem.

## Výroba koloidního stříbra
Koloidní stříbro se vyrábí elektrochemickým procesem. Do kapaliny se ponoří dvě elektrody ze stříbra o vysoké ryzosti (čistotě). Následně na ně působí napětí a proud z připojeného zdroje o specifických vlastnostech. Nejčastěji se při jeho výrobě používá demineralizovaná voda o vysoké čistotě.
Dalším možným způsobem výroby nanočástic stříbra je vystavení stříbrných kationtů redukčním činidlům (např. amoniak) s různými stabilizátory (často cukry). Podle koncentrace daného činidla lze ovlivňovat vlastnosti nanočástic stříbra.[zdroj?]

## Jaký je rozdíl mezi koloidním a iontovým stříbrem?
Z definice koloidu (koloidní disperze) jasně vyplývá, že se jedná o heterogenní systém ultramalých kovových částic rozmísených v tzv. disperzní fázi (v tomto případě v kapalině), jejichž vlastnosti jsou silně ovlivněny jejich obrovskou plochou povrchu. Naproti tomu ionty jsou definovány jako atomy s jedním nebo více chybějícími nebo přebývajícími elektrony. Většina produktů označovaných jako „koloidní stříbro“ obsahuje především stříbro ve formě iontů, jedná se tedy o pravé roztoky stříbra, nikoliv o koloidní disperze.
Koloidní stříbro lze od iontového rozeznat velmi snadno – pouhým pohledem. Zatímco disperze nanostříbra je žlutá až hnědá (její odstín závisí na velikosti nanočástic a jejich koncentraci, resp. na stáří disperze), roztok iontového stříbra je čirý. Přítomnost stříbrných iontů lze jednoduše dokázat přídavkem malého množství roztoku obyčejné kuchyňské soli (NaCl), která s ionty stříbra tvoří nerozpustný AgCl. Ten je bílý a dodává roztoku mléčný zákal. Produkty vyráběné elektrolýzou (pomocí stejnosměrného nebo střídavého proudu) jsou obvykle roztoky stříbrných iontů, nikoliv disperze koloidního stříbra (nanostříbra).

## Mýty a fakta o nanostříbru
Většina prodejců nanostříbra uvádí následující doporučení: „výrobek musí být skladován v tmavých skleněných lahvích – bez přístupu slunečního záření a mimo dosah elektromagnetického pole (televize, rádio, chladnička)“. Tato upozornění jsou v případě koloidního stříbra bezpředmětná, neboť se týkají pouze iontových roztoků.
- Koloidní stříbro obsahující pouze stříbrné nanočástice nemusí být skladováno ve skleněných lahvích; nereaguje totiž s plastovým povrchem a může být tudíž prodáváno v transparentních PET lahvích, které umožňují vizuální kontrolu kvality výrobku.
- Iontové stříbro (řadou výrobců mylně označováno jako stříbro koloidní) je naopak fotolabilní a reaguje s plastovými povrchy, proto bývá často baleno v neprůhledných skleněných lahvích, které navíc neumožňují vizuální kontrolu kvality výrobku.
- Elektromagnetické pole nemá negativní vliv na koloidní stříbro, ovlivňuje však stříbro iontové.
- Uchovávání v chladničce (chladných podmínkách) zpomaluje aglomeraci koloidního stříbra a prodlužuje tak jeho životnost, disperze však nesmí být vystavena mrazu.

## Účinky

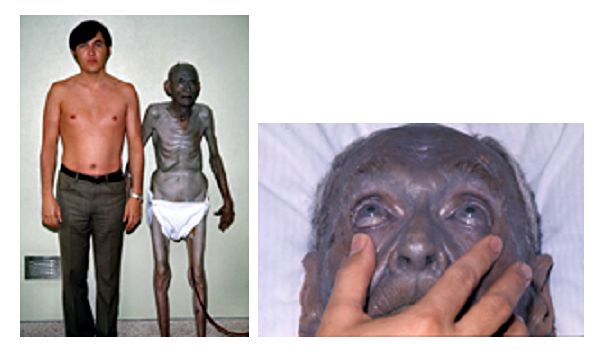
Dlouholetý uživatel kapek z nekvalitního koloidního stříbra

V srpnu 1999 Úřad pro kontrolu potravin a léčiv USA zakázal prodej produktů obsahujících koloidní stříbro jako léků, jak ke vnitřnímu, tak k zevnímu použití. Ve zdůvodnění se uvádí, že nejsou známy vědecké studie potvrzující jejich účinnost na jakákoli onemocnění ani jejich bezpečnost. V České republice je koloidní stříbro povoleno pouze k vnějšímu užívání.
Argumentem proti používání koloidního stříbra je, že stříbro může působit toxicky, pokud jsou jeho částice příliš velké a užívá se ve velkém množství a po dlouhou dobu. Pak se tyto částice stříbra mohou v těle hromadit pod kůží a vyvolat neodstranitelné šedomodré ztmavnutí kůže – argyrii (přesvědčil se o tom například v roce 2002 kandidát do amerického Senátu Stan Jones).

## Údajné účinky
Koloidní stříbro působí na plísně, houby, bakterie i viry. Má silné antibakteriální a antiseptické účinky a před objevem antibiotik na bázi penicilínu bylo v minulosti hojně užíváno. Používá se například:
- na akné, popáleniny, těžko se hojící rány, kvasinkové infekce, lupy a další kožní problémy
- při infekcích dýchacích cest, očí a při zánětech
- při artritidě
- při vředech a zánětech

Je vhodné také pro rostliny a zvířata v domácnosti (léčbě drobných ranek a ušních či očních problémů).

## Zákazy
- 2008 v ČR koloidní stříbro zakázáno jako potravinový doplněk[3]